# Ibigawa
Ibigawa (揖斐川町, Ibigawa-chō) est un bourg du district d'Ibi, dans la préfecture de Gifu, au Japon.

## Géographie

### Démographie
Au 1er mai 2014, la population d'Ibigawa s'élevait à 22 135 habitants répartis sur une superficie de 803,68 km2.

## Histoire
La création d'Ibigawa date de 2005 après la fusion des villages de Fujihashi, Kasuga, Kuze, Sakauchi et Tanigumi.